# Ян Кульчик
Ян Ежи Ку́льчик (пол. Jan Jerzy Kulczyk; 24 червня 1950, Бидгощ — 29 липня 2015, Відень) — польський підприємець, засновник фірми «Kulczyk Holding» з офісом у Варшаві та міжнародної інвестиційної групи компаній «Kulczyk Investments» з головним офісом у Люксембурзі та представництвами у Дубай, Лондоні та Києві.
В останні роки свого життя вважався найбагатшим поляком. Так, у 2015 році журнал «Форбс») оцінював його статки на рівні 15,1 млрд. злотих. В той же час у рейтингу найбагатших людей світу він посідав 418-е місце.

## Біографія
Підприємницька жилка передалася Яну від батька — Генріка, який після війни заснував три торгові фірми, які незабаром виявилися націоналізовані. Сім'я Кульчиків емігрувала з Польщі до Німеччини, де Генрік по-справжньому розбагатів і подарував синові в 1981-му році мільйон доларів на розвиток власної справи. Так у Польщі виникла торговельна мережа «Interkulpol», а в 1991 році з'явилася група «Kulczyk Holding».
Абсольвент VI ліцею у Бидгощі (1968). Закінчив юридичний факультет в Університеті ім. Адама Міцкевича та факультет зовнішньої торгівлі в економічному університеті в Познані. Кульчик мав ступінь доктора міжнародного права (1975).
Бізнесмен в основному займався інвестиціями в галузі: енергетика, нафта і газ, інфраструктура, нерухомість. Його нова компанія «Kulczyk Investments» (колишня «Kulczyk Investments House») має 40% частку в «Neconde Energy Limited» — компанії, що займається видобутком сирої нафти в Нігерії; 4,7% компанії «San Leon Energy» (займається розвідкою і оцінкою запасів нафти і природного газу); 39% акцій «Loon Energy Corporation» (власник концесії на розвідку і видобуток нафти в Колумбії і Перу); 49,99% акцій «Kulczyk Oil Ventures» (займається розвідкою нафти і газу в Брунеї, Сирії та Україні), а також 10,2% акцій компанії «Ophir Energy» (власник концесії у нафтогазоносних районах Африки).

## Нагороди
- Кавалер Лицарського Хреста Ордена Відродження Польщі (1998)[6]
- Кавалер Офіцерського Хреста Ордена Відродження Польщі (2015)[7]